# آيت حمو أو بولمان (آيت سعيد أو إشو)
آيت حمو أو بولمان هو دُوَّار يقع بجماعة فم اودي، إقليم بني ملال، جهة بني ملال خنيفرة في المملكة المغربية. ينتمي الدوّار لمشيخة آيت سعيد أو إشو التي تضم 11 دوار. يقدر عدد سكانه بـ 126 نسمة حسب الإحصاء الرسمي للسكان والسكنى لسنة 2004.

## وصلات خارجية
- البوابة الوطنية للجماعات الترابية
- المندوبية السامية للتخطيط